# Giansenio
Cornelio Giansenio (AFI: /ʤanˈsɛnjo/; in nederlandese Cornelis Jansen; in latino Cornelius Iansenius; Acquoy, 28 ottobre 1585 – Ypres, 6 maggio 1638) è stato un teologo e vescovo cattolico olandese; è ritenuto il fondatore del giansenismo, una dottrina dichiarata eretica dalla Chiesa cattolica dopo la sua morte.

## Biografia
Nato nel 1585, studiò a Lovanio e a Parigi. Terminò gli studi accademici conseguendo prima il baccalaureato in filosofia e poi il dottorato in teologia. Insegnò nel collegio della cattedrale di Bayonne. Qui collaborò con Jean Duvergier de Hauranne allo studio di sant'Agostino e degli altri padri della Chiesa. Da tale intenso studio egli elaborò una tesi teologica circa la grazia santificante che si trovò equidistante dalla concezione protestante da una parte e dalla posizione ufficiale cattolica controriformista elaborata dai Gesuiti.
Fu docente di Sacre Scritture a Lovanio e infine rettore della stessa università. In questa fase condusse una disputa contro i teologi calvinisti (soprattutto Gisberto Voezio) in difesa di Cartesio.
Nel 1626 con l'appoggio dell'Università di Lovanio si recò in Spagna, ma l'ostilità del potente ordine dei Gesuiti lo costrinse, dopo appena un anno, a rientrare nella cittadina del Brabante.
Nel 1636 fu nominato vescovo di Ypres in Belgio, dove morì a causa della peste il 6 maggio 1638.

## Opere
L'Augustinus, sua opera principale, in cui espone compiutamente la sua particolare concezione del rapporto fra grazia divina e libertà umana (tema tanto spinoso, quanto enormemente dibattuto perché centrale nella teologia luterana e riformata) venne pubblicata solo postuma da Libert Froidmont, nel 1640, in aperto contrasto con i ripetuti divieti di intervento in materia. Inizialmente condannata dalla congregazione del Sant'Uffizio (condanna ribadita poi da Urbano VIII con la bolla In eminenti), venne infine definitivamente dichiarata eretica (precisamente furono dette eretiche o false cinque proposizioni individuate come punti di maggiore attrito con l'ortodossia stabilita da Roma) con la bolla Cum occasione di papa Innocenzo X nel 1653. Jansen, tuttavia, per il fatto di non aver divulgato le sue idee, almeno da un punto di vista di diritto canonico, non è stato considerato eretico.
Nel 1634 pubblicò, ancora in vita, il Mars Gallicus, feroce critica nei confronti dei monarchi francesi e del loro appoggio alle nazioni protestanti. Solo un anno dopo (1635) la Francia prenderà parte attiva alla Guerra dei Trent'anni a fianco delle potenze riformate.
Il pensiero di Giansenio si diffuse nel contesto culturale europeo; ad esempio lo ritroviamo nella filosofia di Pascal e nelle tragedie di Racine. Nel XIX secolo anche Alessandro Manzoni si avvicinò al giansenismo in giovinezza.